# 夏服 (アルバム)
『夏服』（なつふく）は、aikoのメジャー通算3枚目のオリジナル・アルバム。2001年6月20日にポニーキャニオンから発売された。

## 概要
前作『桜の木の下』から1年3ヶ月ぶりのオリジナル・アルバム。初回限定盤のみカラートレイ仕様。ヒットシングル「ロージー」、「初恋」、「ボーイフレンド」を含む全11曲+α（ボーナス・トラック）収録。
2005年6月29日には高音質なSACD（スーパーオーディオCD）として再リリースされている。
2008年3月12日「aiko 10th Anniversary ちょっと嬉しいHappy Surprise vol.1」として初回限定仕様盤に本人デザインのオリジナルステッカーを封入して復刻リリース。タイトル文字は黄色に変更されている。
2023年7月17日に『小さな丸い好日』『桜の木の下』『秋 そばにいるよ』と同時にLPレコードが4作が同日発売。

## 解説
前作『桜の木の下』の「恋愛ジャンキー」に続き、ボーナス・トラック（隠しトラック）となっている「夏服」の歌詞はブックレットには表記されていない。通常盤は帯の裏面、初回限定盤はカラートレイをケースから外し、裏ジャケットを取り出して貼り合わされた紙をめくった中にある。ボーナス・トラックは次作以降は収録されていないが、裏ジャケットの「隠しメッセージ」は次作以降全てのアルバムに採用されている。

## チャート成績
2001年7月2日付のオリコンアルバムチャートに1位で初登場。当週の売上枚数は、38万370枚。累計98.8万枚を売上（オリコン調べ）。日本レコード協会の集計（出荷枚数）ではミリオンセラーに認定。

## トラックリスト
| 全作詞・作曲: AIKO、全編曲: 島田昌典（「夏服」を除く）。 |                                      |       |            |       |
| #                                                        | タイトル                             | 作詞  | 作曲・編曲 | 時間  |
| 1.                                                       | 「飛行機」                           | AIKO  | AIKO       | 5:04  |
| 2.                                                       | 「be master of life」                | AIKO  | AIKO       | 4:43  |
| 3.                                                       | 「ロージー」                         | AIKO  | AIKO       | 5:51  |
| 4.                                                       | 「密かなさよならの仕方」             | AIKO  | AIKO       | 5:03  |
| 5.                                                       | 「終わらない日々」                   | AIKO  | AIKO       | 4:27  |
| 6.                                                       | 「心日和」                           | AIKO  | AIKO       | 4:02  |
| 7.                                                       | 「September」                        | AIKO  | AIKO       | 5:17  |
| 8.                                                       | 「雨踏むオーバーオール」             | AIKO  | AIKO       | 4:18  |
| 9.                                                       | 「アスパラ」                         | AIKO  | AIKO       | 4:38  |
| 10.                                                      | 「ボーイフレンド」                   | AIKO  | AIKO       | 4:47  |
| 11.                                                      | 「初恋〜夏服（ボーナス・トラック）」 | AIKO  | AIKO       | 10:50 |
| 合計時間:                                                | 合計時間:                            | 59:00 |            |       |

## 曲解説
1. 飛行機
本曲はaikoが東京に出てきて間もない頃、マネージャーと撮影現場に行く際、道に迷った時に出来た楽曲。サビに出てくる鶴は飛行機を指している。ミュージック・ビデオが撮影された。
2. be master of life
江崎グリコ「3C（スリーシー）」CMソング。
ライブでの定番曲であり、その日の公演最後に締めとして歌われることが非常に多い。
3. ロージー
8thシングル
インディーズアルバム『GIRLIE』の5thトラックにも収録されている。
4. 密かなさよならの仕方
6thシングル『ボーイフレンド』のカップリング曲。
5. 終わらない日々
6. 心日和
ファンの為の振付がある。
7. September
8. 雨踏むオーバーオール
9. アスパラ
7thシングル『初恋』のC/W
10. ボーイフレンド
6thシングル
11. 初恋
7thシングル
12. 夏服 <ボーナス・トラック>
「初恋」が終了して7分20秒から開始。
本作の表題曲で、アルバムの最後を飾る小曲。
aikoによる弾き語りである。
編曲者のクレジットは記されていない。
配信では単曲で登録されている[3]。
なお、アナログ盤では無音部分がなく、通常の12曲目として収録されている。

## 演奏
- 島田昌典
  - Piano (#1-5.9.10.11)
  - Guitars (#2.3.5)
  - Mellotron (#4)
  - Keyboards (#5)
  - Electric Piano (#6)
  - Rhodes (#7.11)
  - Wurlitzer (#8)
  - Hammond (#9.10)
  - Clavinet (#9)
  - Programming (#1.3.6.7.10)
- 佐野康夫：Drums (#1.4)
- スティング宮本：Bass (#1.3-7.9.10.11)
- 狩野良昭
  - Guitars (#1.2.3.4.8.11)
  - Acoustic Guitar (#10)
- 弦一徹ストリングス：Strings (#1.6.7.11)
- 小畑隆彦：Drums (#2)
- 佐藤研二：Bass (#2)
- 下神竜哉：Trumpet (#2.8.10.11)
- 奥村晶：Trumpet (#2.8.11)
- 小坂武巳・宮内岳太郎：Trombone (#2.8.10)
- 山本拓夫
  - Tenor Sax (#2.8)
  - Baritone Sax (#3)
  - Alto Sax (#11)
- 竹野昌邦
  - Tenor Sax (#2.3.8)
  - Baritone Sax (#10)
- 松永俊弥：Drums (#3.5-11)
- 首藤高広
  - Guitars (#6.7)
  - Electric Sitar (#7)
- 香取良彦：Vibraphone (#7)
- 渡辺茂：Bass (#8)
- Francis Silva：Percussion (#9)
- 徳武弘文：Electric Guitar (#10)
- 野口武義：Banjo (#10)
- 斉藤幹雄：Trumpet (#10)
- 木村佳代子：Tenor Sax (#10)
- 河合わかば・村田陽一：Trombone (#11)
- 小池修・山本一：Tenor Sax (#11)
- 渕野繁雄：Alto Sax (#11)